# Hale Ascher VanderCook
Hale Ascher VanderCook (Ann Arbor (Michigan), 3 september 1864 – Allegan (Michigan), 16 oktober 1949) was een Amerikaans componist, dirigent, muziekpedagoog en kornettist.

## Levensloop
VanDerCook was als kornet-solist al in jonge jaren gevraagd. In 1894 werd hij lid van de LaPearl-Circus-Band, die hij vanaf 1897 dirigeerde. In 1905 vertrok hij naar Chicago, Illinois, en speelde daar aanvankelijk in verschillende militaire kapellen. In Chicago stichtte hij in 1909 ook het VanDerCook College of Music. In 1941 ging hij met pensioen. 
Als componist schreef hij een groot aantal marsen en vele solo-stukken voor kornet. 

## Composities

### Werken voor harmonieorkest
- 1894 Olevine, mars
- 1910 The hoosier slide
- Imperator

### Kamermuziek
- Albatross, voor trompet en piano
- Arbutus, voor trompet en piano
- Bonita, Valse brillante voor trompet en piano
- Columbine, voor trompet en piano
- Daisies, voor trompet en piano
- Etudes, voor trompet en piano
- Hyacinthe, voor trompet en piano
- Kinglet, voor trompet en piano
- Magnolia, voor trompet en piano
- Marigold, voor trompet en piano
- Meadowlark, voor trompet en piano
- Morning Glory, voor trompet en piano
- Oriole, voor trompet en piano
- Progressive Duets, voor twee trompetten en piano
- Punchinello, voor trompet en piano
- Starling, voor trompet en piano
- The Falcon, voor trompet en piano
- The Solo Collection, 25 karakteristieke stukken, voor trompet en piano
- Trumpet Stars - Set 1, voor trompet en piano
  1. Lyra
  2. Vega
  3. Cygnus
  4. Antares
  5. Altair
  6. Arcturus
- Trumpet Stars - Set 2, voor trompet en piano
  1. Spica
  2. Centaurus
  3. Orion
  4. Sirius
  5. Mira
  6. Rigel
- Tulip, voor trompet en piano
- Warbler, voor trompet en piano

## Publicaties
- William H. Rehrig, Paul E. Bierley: The heritage encyclopedia of band music - composers and their music, Westerville, Ohio, Integrity Press, 1991. ISBN 0-918048-08-7
- Hale Ascher VanDerCook: Expression in music, Chicago, Rubank inc. 1942.

- Gemeinsame Normdatei: 102452194X
- International Standard Name Identifier: 0000 0000 8428 4215
- Library of Congress Control Number: n88144405
- MusicBrainz: 1e4219fd-5964-415b-9ec8-4e550fc614b7
- Nationale Bibliotheek van Tsjechië: osd20191032530
- Nationale Bibliotheek van Israël: 987007446396805171
- Trove: 831164
- Virtual International Authority File: 137149294092880520748